# 艺妓

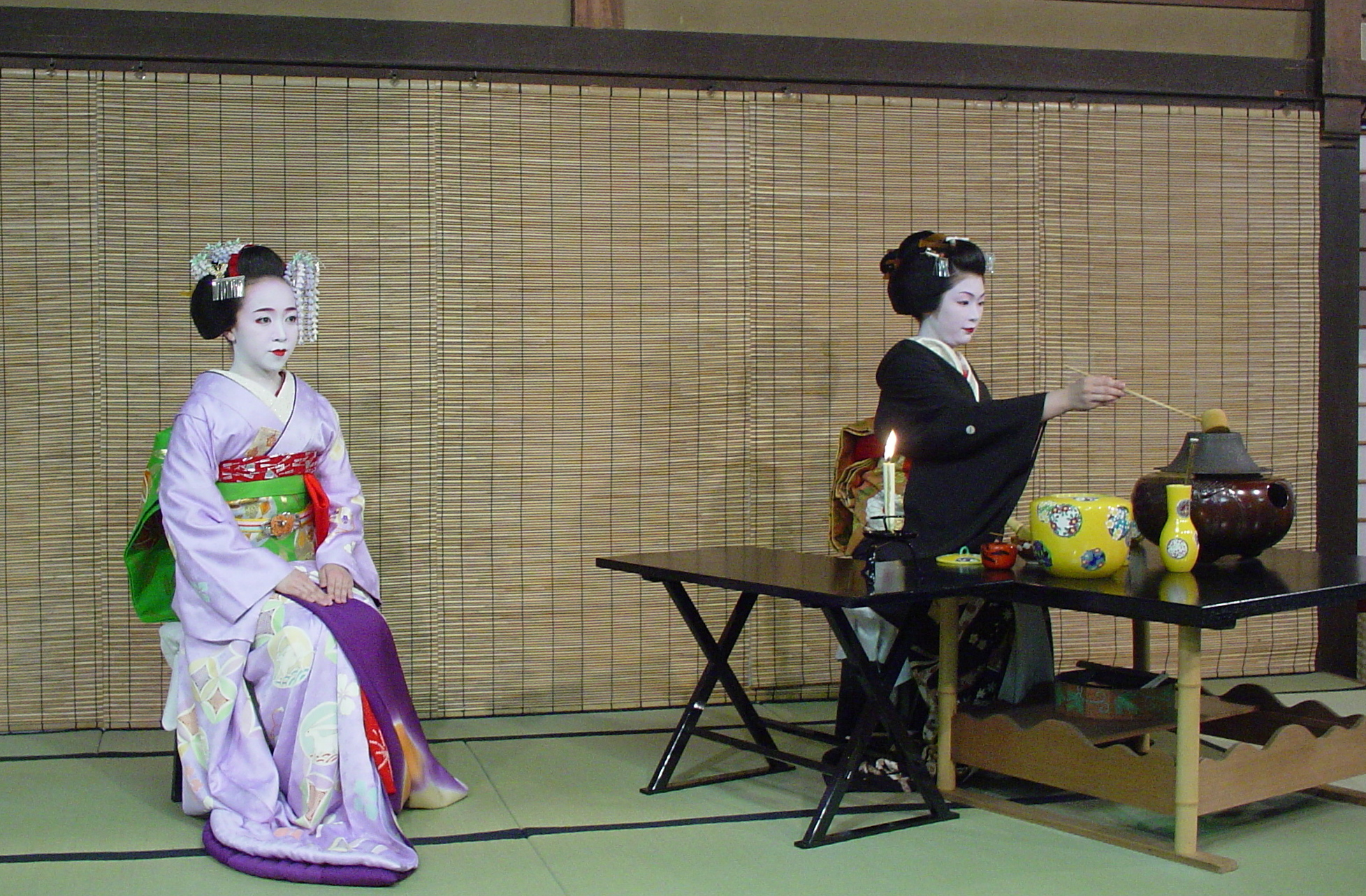
正在表演茶道的藝妓

艺妓（日语：〔〕／ geigi），又稱艺伎，是日本特有的女性表演艺术工作者。當代日本藝妓社會地位較高，且已形成一種具代表性的傳統文化。日本藝妓並非性工作者，其工作內容主要為在宴席上以舞蹈、演唱、演奏等方式表演，也为客人服侍餐飲。
日本各地對藝妓的稱呼略有不同：在東京等關東地區稱為「藝者」（〔〕／ geisha），見習階段稱「半玉」；在京都、大阪等關西地區則稱為「藝妓」或「藝子」（皆讀為 geiko），見習階段稱「舞妓」或「舞子」（皆讀為 maiko）。自明治時代開始也有 geigi這種讀法。西方世界則以關東文化為主，多以「藝者」的羅馬字稱之。

## 中文翻译诠释

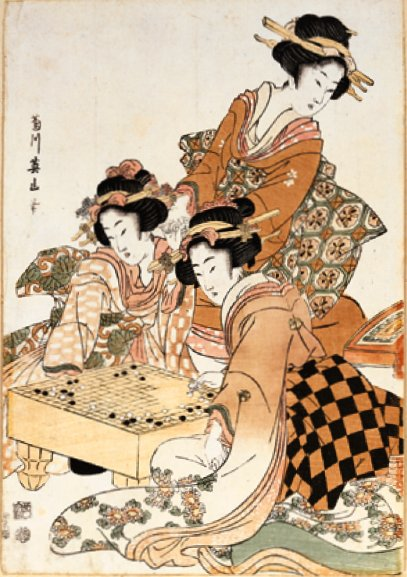
日本浮世绘中的艺妓

在日語中，“妓”字保留了傳統漢語的用法，既可代表女性藝術表演者，亦可代表女性性工作者。而藝妓的“妓”是指前者，因為藝妓在原则上是藝術表演者，並不從事性交易。但在現代中文裡，多把“妓”字直覺關聯到性交易方面，因此才有了“藝伎”這種以避讳为目的的現代中文譯法。日語中的“伎”專指男性表演者（參見：歌舞伎，亦是由女性發明）。

## 历史起源
日本的藝妓文化是由京都開始向外發展，而京都藝妓的起源可追溯到約17世紀的京都八坂神社所在的東山。八坂神社是京都眾多神社及寺廟中一個非常著名的神社，而且歷史悠久。據說那時參詣八坂神社的人很多，自然附近就聚集了很多商店，形成一個商業區。其中有許多稱為“水茶屋”的店，販賣茶、糰子等點心，讓日本全國各地到來的信徒有個暫時休憩的地方。在這些店工作的女服務生稱為“茶汲女”或“茶點女”。有些茶汲女會用歌曲、舞蹈來吸引客人，也就是現代所謂的商業手法。日子久了，這種商業手法不斷推陳出新，品質也一直提高，例如三味线的演奏也加入了。在這種良性循環下，有的水茶屋生意越來越好，規模開始擴充，商品種類也開始增加，例如酒、高級料理等都出現了。
既然茶汲女的表演是一個重要的商業手法，有些水茶屋老板便開始對旗下的茶汲女有計劃地訓練，這就是藝妓文化的雛形。從普通的水茶屋變成高級料亭，在成本的考量下，分工亦愈趨精細，與其每家店都自己供養及訓練藝妓，倒不如集中培訓，有需要時再請來表演，更能發揮經濟效益。所以稱為“置屋”的專業培訓中心及業者便應運而生。

## 与卖淫女子的区别
在传统日本，把没有经过艺术培训而在酒席倒酒的女性称为“酌婦”，社会地位低微。卖淫女子则一般固定地被称作“女郎”、“遊女”，其中級別最高的稱為“太夫”、“花魁”。“花魁”不但年轻貌美，且於茶道、和歌、舞、香道等諸藝皆有不俗的造詣，服务对象只限于达官贵人，达官贵人亦以客禮待之，所以社會地位相对较高。但是无论“女郎”、“遊女”、“花魁”、“太夫”，都是以卖身为主业的，而艺妓的真正身份是艺人，主要工作是待客作艺。
然而因為藝妓行業的興盛，求人益多，且為風花雪月的環境，多少不免有唯利是圖的業者，有藝妓的出身是因為生家需用錢、孤兒等等社會弱勢的因素，有人被人口販子販賣。也許是為了早日還債贖身，也許是抗拒不了金錢誘惑，有些藝妓便開始從事性交易。雖然傳統上，這類自甘淪落的行為是會受到懲戒的，但事實上，直至第二次世界大戰戰後為止，日本各地都廣泛存在這種形同娼妓的賣身藝妓，而且變相專營這種生意的不肖業者亦多而有之。正式的艺妓也会有男女关系，藝妓會和一个男性赞助人結為模擬夫妻的關係，藝妓稱呼該名男性為“旦那（丈夫或施主之意）”，是一種外室的關係，旦那提供金錢等實質援助，照料藝妓的生活所需，而藝妓也會委身於他。在締結關係的期間，藝妓不能與其他男子發生親密關係，同时为了避免竞争，一个男人只能做一个女人的“旦那”。
儘管如此，藝妓原則上還是「賣藝不賣身」的，也有些藝妓在辭去藝妓工作後即與旦那結為連理，共組家庭。當時藝妓仍屬於社會的下層，旦那則多是上流階層的公卿、武士，所以艺妓一般只能成為側室，甚少被娶為正室。

## 艺妓生涯

### 学艺
在現代日本，担任艺妓的条件非常苛刻，学艺费用高昂，并不是一般家庭可以承担的。而且学艺历程艰辛，不是所有艺妓都能坚持的。
古時艺妓一般从幼年开始学艺，現在則因為日本《儿童福祉法》和《勞動基準法》的限制，必須中學(初中)畢業（即14、15歲左右）才可以開始學藝。艺妓学习的内容繁多，过程十分艰苦。其中包括文化、礼仪、语言、装饰、诗书、樂器、歌舞，直到鞠躬、斟酒等，一举一动、一言一行都有严格的要求，处处体现高贵和稳重。比如训练中有一项的内容是吃热豆腐不能发出声音，更不能碰到唇彩，可见要求之严格。到16岁左右便可以正式担任艺妓，艺妓学徒称为“舞妓（或寫做舞子）”、「半玉」，而后才可以正式转为“艺妓”。艺妓生涯一般到30岁完结，在30岁以后仍然继续当艺妓的话便降级，成为年轻貌美的名妓之陪衬。艺妓中把前辈艺妓称为“姊姊”（お姉さん）。

### 日常生活
艺妓一般过着深居简出的生活，通常人们在公开场所只能见到行色匆匆的从住地赶往茶社，或从茶社赶回住地的艺妓。她们之间形成一个小圈子，一般人很难窥探她们的生活，从而造成了人们对艺妓生活的好奇和兴趣。艺妓的收入不菲，气质超凡脱俗，但因為經常都要盛裝打扮，不便處理日常生活事務以及個人的梳妝。有顾及此，艺妓的雇主会为艺妓提供贴身保姆照顾她们的起居饮食。

### 婚嫁
出色的艺妓常常会成为达官贵人所追逐的对象，其中不乏两情相悦者。古代的日本，结婚后的女性必须放弃艺妓的工作，但藝妓在古代仍處於社會下層，與達官貴人並非門當戶對，一般只會納為側室，直至一夫一妻制實行後才有較大改變，但第二次世界大战前，仍有不少藝妓只能成為外室。离婚后重返艺妓行业的人也不在少数，其中最著名的莫过于中村喜春。虽然现代藝妓婚後離職的行规被逐渐取消，但大部分的藝妓仍然依照传统，在婚后离开艺妓的行列。

## 表演艺术

### 着装

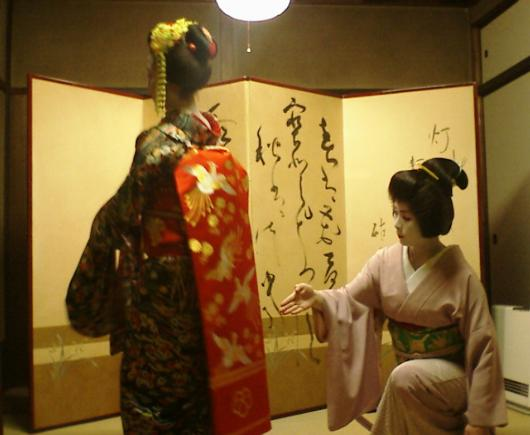
京都舞妓的“だらりの帯”

藝妓的髮型以稱為“島田髷”的髮型最為常見。“島田髷”的起源有3說：
1. 江戶時代，東海道島田宿（“宿”指宿場）的“遊女”之間開始流行。
2. 寬永年間，歌舞伎演員島田万吉開始梳結。
3. 日語的發音所轉變而來。艺妓的服装是十分华丽的和服，做工、质地和装饰都十分上乘，因此也异常昂贵，一般在50万日元以上，有的甚至达100万日元。京都舞妓的服裝更是著名，以懸落飄逸，稱為的華麗腰帶為其特色。這種腰帶甚至可長達5公尺，重量相當沈重，紮束之間需要相當大的力氣，所以常常由稱為“男眾”的男性僕役來幫忙。

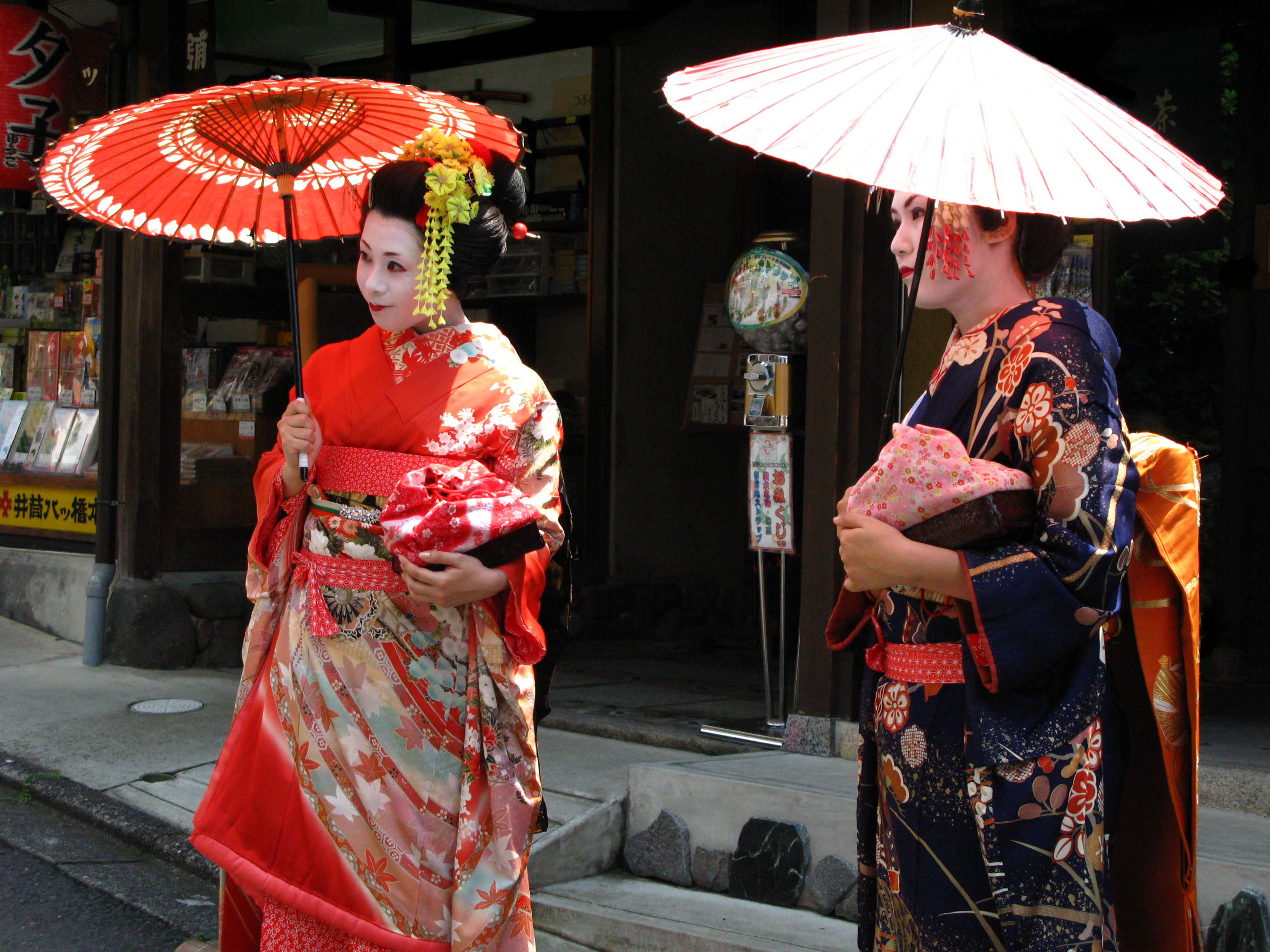
舞妓的特殊穿著與化妝

舞妓及年輕的藝妓所穿之和服稱為“引摺”（引き摺り），從腰帶到裙擺間的一段稱為“褄”。在外行走時，舞妓及年輕的藝妓一定會將左手壓在這一段上面，有“賣藝不賣身”的含意。
尽管艺妓的服装也是和服的一種，但事实上却与一般女性的和服有一定的区别。一般的和服后领很高，通常能把妇女的脖颈遮盖得严严实实，而艺妓所穿着的和服的衣领却开得很大，并且特意向后倾斜，让艺妓的脖颈全部外露。这可能是因为女子的脖颈至后背脊椎被日本男人认为是性感的标志，而藝妓通常都會在脖子後面畫"三足"，使脖頸更顯修長，刻意露出一點沒塗白。
艺妓化妆也十分讲究，白妆的施用有特殊的程序。最醒目的是她們塗成白色的臉，在古時昏黃的燭光下更顯白晢。艺妓的整张脸涂白，最早出现于平安时代，艺妓们会把米粉与水混合，调成白色膏状。最初艺妓的这种化妆品含有铅，可导致皮肤问题。到了明治时代，艺妓含铅的化妆品完全被更健康的米粉化妆品取代。古时候，日本艺妓在上妆前会先用清酒敷脸，以减轻化妆对皮肤的伤害。現代藝妓改用一種液狀的白色顏料均勻塗滿臉部、頸項（但邊緣會刻意留下自然的肤色），因此看起來猶如雕飾華美的人偶一般。艺妓把面部涂白，是因为过去没有电灯，都是蜡烛，涂白可以让人看清楚面部，白妆的传统也一直延续到现代。艺妓的手没有涂白，则是为了显示艺妓的清洁，在提供餐饮服务时让客人放心。
藝妓出勤赴宴時，會有提著三味線琴箱的男眾隨侍在側，除了為因盛裝而行動不便的藝妓打點瑣事之外，也負責保護藝妓，避免受到喝醉的酒客、登徒子的騷擾。

### 道具
艺妓表演时所使用的道具从狭义上专指手持的表演用具，包括各类乐器、饰物；广义上应当包括艺妓馆、歌舞伴奏者，甚至艺妓所学习的所有知识。因为艺妓接待客人并不限于歌舞表演，她们提供的是能为客人宴席助兴的众多活动。

### 场所
艺妓表演的场所最初只限于艺馆之中，后来由于要出席达官贵人的筵席，艺妓便开始在茶馆、酒館及料亭出没。随着时代的变迁和现代西方文化的冲击，艺妓衰落压力增加，使艺妓艺术不得不一改传统，艺妓从业者也被允许到茶馆中特设的酒吧间里待客演出。

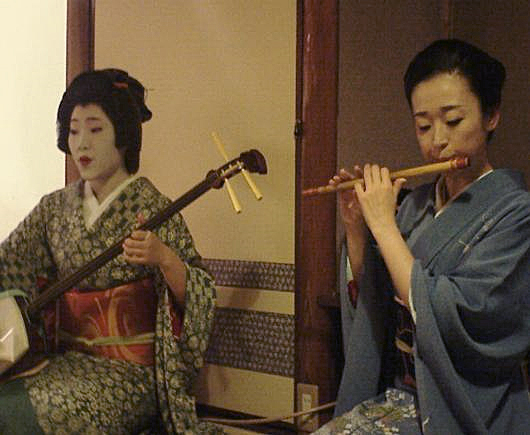
正在表演三味線及日式篠笛的資深藝妓

### 表演
藝妓的表演大致可分為“立方”和“地方”2種。“立方”是指舞蹈為主的表演者，“地方”是指演唱“長唄”、“清元”等歌曲、演奏太鼓、三味線等的表演者。因為“地方”類的表演難度較高，需要長時間訓練後才能勝任，因此多由資深的藝妓擔任。而“立方”表演較為容易，所以一般由資淺的藝妓及舞妓擔任。
藝妓除了上述兩大項表演外，也有茶道、香道等日本傳統藝術表演。另外，藝妓都有受過說話訓練，因此健談者不少，表演之餘亦會陪客人談天說地，增加氣氛。顧客給予藝妓的演出費用稱為“線香代”或“玉代”，京都一地特稱“花代”。
此外藝妓還有座敷游，是在酒席之間娛賓的藝能。有些是高難度的動作，如一種稱為金鯱的座敷藝是藝妓以臉和手支撐身體倒立成金鯱的樣子。艺妓的座敷游根据地区不同，也有不同的风格，艺妓的座敷游一般有以下几种:
金比罗船，即轮流在小物体上拍，偶尔抓住。跟随的人必须放弃粘性，如果犯了错误，就会喝酒。
托拉托拉，客人和艺妓躲在屏风后面，装扮成“老虎”、“老太太”（拄着拐杖）和“加藤清正”（拄着长矛）。这是一种通过同时摆姿势并喊着“托拉托拉，托托拉”来决定胜负的游戏。
警官古德萨亚，一边玩石头、剪子、布，一边高呼“Omawari Yoisaya”，胜者击鼓，败者转一圈。
小座敷鼓，鼓与三味线一起自由演奏，没有赢家或输家。 “虫大栗太鼓”很有名。
垫子，使用坐垫的椅子挑选游戏，留下的垫子数量少于参与人数。当音乐（三味线）响起时，请绕着坐垫走动。当音乐停止时，请坐在垫子上。不能坐在垫子上的人就输了。

## 社会地位
在古代，藝妓屬於社會下層。但在現代日本人的观念中，艺妓是非常体面的职业，女孩子能成为一名合格的艺妓是非常了不起的事情，一个家庭有人担任艺妓将会被视为一种荣誉。

## 沒落及文化价值

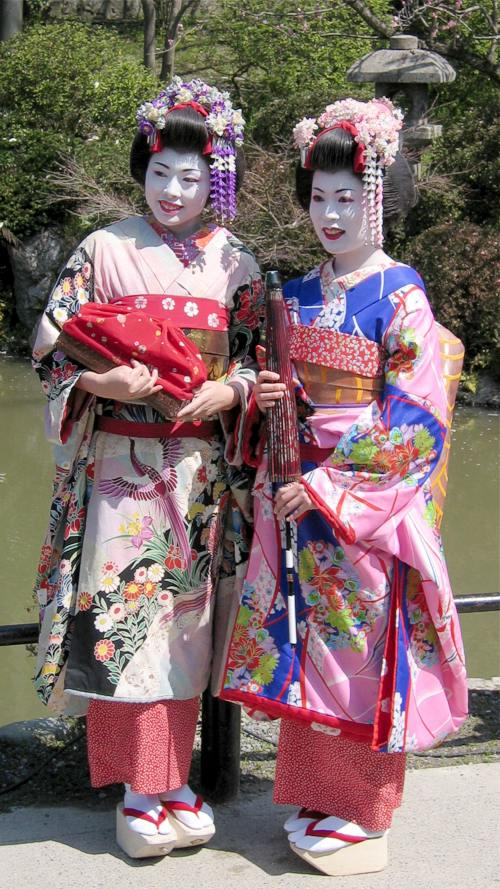
打扮成舞妓的女性遊客

第二次世界大戰戰後，日本各地仍有很多花街，是主要的娛樂場所，藝妓及遊女都很多。然而1947年開始，日本實施了《兒童福祉法》和《勞動基準法》，禁止兒童未足齡失學及投入工作。對藝妓這種需要從小培訓，把握花樣年華的工作而言，人才來源受到直接且重大的衝擊。再加上工業革命以來的社會變遷非常快速，各種新興的娛樂活動如雨後春筍竄出，藝妓便逐漸沒落。
日本已將藝妓視為一種文化財产，正積極地保護著。而在京都等有藝妓文化的特色城市，還有所謂“藝妓／舞妓變身”的商業服務，可以讓女性遊客打扮成藝妓或舞妓，親身體驗藝妓文化之美。
另外由於交通的方便，現代的藝妓也會應邀到遠地出差表演，亦有助於藝妓文化的拓展及增加世界各地對藝妓文化的了解。但和世界上許多傳統藝術一樣，後繼無人仍是最大的壓力。
尽管艺妓艺术与世界众多传统文化一样，不得不面对走向没落的命运，但是艺妓仍然作为京都的艺术象征而存在，并被日本视为不可多得的文化瑰宝。

## 著名艺妓
中村喜春（1913年－2004年）於1983年，推出自传《东京艺妓回忆录》。1985年，推出另一本著作《痛悼日本》。中村喜春先后共有10本作品面世。
中西君尾，是日本三百多年的艺妓历中享有“勤王艺者”美誉者之一。
紗幸，出生于墨尔本。纱幸在日本先在庆应义塾大学读完心理学后，在牛津大学获得MBA和社会人类学博士学位，以及获得北京大学奖学金且留学一年。纱幸于2007年12月19日获得艺妓头衔，并成为日本艺妓行业中第1位外籍成员。现在以艺妓的身分活跃于东京。

## 相关话题
2005年12月9日，章子怡、巩俐、杨紫琼、渡边谦、役所广司出演的根据著名小说《艺伎回忆录》改编的同名电影在全球公映，电影导演罗伯·马歇尔。原著作者阿瑟·高顿，小说于1997年出版，已译成32种文字，连续两年列居《纽约时报》畅销书。
1992年，阿瑟·高顿对日本艺妓产生兴趣，决定写一本有关艺妓的书。他在京都找到在当红时却毅然退出艺妓职业的岩崎峰子。他对岩崎峰子进行全天候采访，录下有关峰子生平的录音资料长达100个小时。5年后，高顿因出版小说《艺伎回忆录》而红极一时，仅英文版就卖出了400万册。岩崎峰子控告美国作家阿瑟·戈尔登在作品中损害了她和家人的声誉。岩崎峰子在诉状中说，戈尔登违反他们二人关于对原型保密的约定，还控告戈尔登歪曲事实，在书中将她的经历添油加醋，其中多次提到她出道时曾拍卖自己的贞操。岩崎峰子为反击《艺伎回忆录》小说及电影对她个人名誉的误解，而亲自撰写个人自传。

## 註腳
1. ↑  .   [2023-06-20]. （原始内容存档于2023-06-14）.
2. ↑   Dalby, Liza. "Geisha", University of California Press, 1998
3. ↑  .   [2024-02-05]. （原始内容存档于2024-02-05）.
4. ↑  .   [2023-06-14]. （原始内容存档于2023-06-14）.
5. ↑  .   [2024-02-05]. （原始内容存档于2024-02-05）.
6. ↑  .   [2024-02-05]. （原始内容存档于2024-02-05）.
7. ↑  .   [2023-06-14]. （原始内容存档于2023-06-14）.
8. ↑  .   [2023-06-14]. （原始内容存档于2023-06-14）.

## 外部連結
- Hanami Web - Geisha[永久]
- http://iroha-japan.net/iroha/B07_work/01_maiko.html （页面存档备份，存于）
- 祇園甲部若年舞妓 （页面存档备份，存于）
- Geisha（Maiko）movie （页面存档备份，存于）
- 时代剧复兴计划国际宣传组：艺妓 （页面存档备份，存于）
- 东映京都电影城 （页面存档备份，存于）
- 紗幸 （页面存档备份，存于）